# Termonastia
Termonastia – ruchy nastyczne roślin wywołane zmianą temperatury. Przykładem takich ruchów jest zamykanie się (po obniżeniu temperatury) i otwieranie (po podniesieniu temperatury) płatków krokusa czy też tulipana na skutek zmian termicznych. Mechanizm ten wywoływany jest szybszym wzrostem górnej powierzchni działek okwiatu niż dolnej w cieplejszym otoczeniu. Podczas jednego ruchu termonastycznego płatki tulipana (który reaguje na zmianę temperatury o co najmniej 1 °C) wydłużają się o ok. 7%, co może po kilkukrotnym wywołaniu tego mechanizmu spowodować podwojenie ich długości. Kwiaty szafranu reagują na zmianę już 0,2 °C.
Termonastycznie reagują również wąsy pędowe i ogonki liściowe niektórych roślin, np. szczawika zajęczego, a także mimozy. W tych przypadkach mechanizm ruchu może opierać się na zmianach turgoru.